# Baryssinus huedepohli
Baryssinus huedepohli är en skalbaggsart som beskrevs av Monné och Martins 1976. Baryssinus huedepohli ingår i släktet Baryssinus och familjen långhorningar. Inga underarter finns listade.